# Laureano Guevara
Laureano Guevara (Molina, 1889 — Santiago, 1968) est un peintre, muraliste et graveur chilien.

## Biographie

### Jeunesse et formation
Laureano Manuel Ladrón de Guevara Romero naît à Molina, dans la région chilienne du Maule le 18 juin 1889. Il est le fils aîné de Laureano Ladrón de Guevara, professeur d'espagnol au lycée de Valparaíso, où Laureano fils rencontre Juan Francisco González, qui lui donne des cours de dessin et d'histoire de l'art et l'encourage dans son développement artistique.
Il étudie ensuite le droit et l'architecture, qu'il abandonne pour entrer à l'école des Beaux-Arts de l'université du Chili, à Santiago, où il est l'élève de José Mercedes Ortega (de) (dessin), puis, après le déménagement de l'académie, de Fernando Álvarez de Sotomayor, Alberto Valenzuela Llanos (es), Ricardo Richon Brunet et Pedro Lira,,.
Élève enthousiaste, Guevara reste au sein de l'académie pendant plus de dix ans, puis fait partie de la Generación del 13,.

### Voyage en Europe
Après avoir obtenu une certaine reconnaissance de son travail et grâce à l'argent qu'il gagne lors de sa première exposition, il entreprend un voyage en Europe en 1924 pour étudier les techniques de la peinture à fresque et de la gravure,. Il étudie notamment à l'Académie de la Grande-Chaumière. Inspiré par Paul Cézanne, il adhère aux mouvements de renouveau de la peinture française et est un grand admirateur des artistes cubistes.
Au Danemark, il étudie, en plus de la gravure et de la peinture, la technique du vitrail,,.

### Retour au Chili
À son retour au pays en 1926, Laureano Guevara enseigne la gravure à l'École des Beaux-Arts, et travaille avec le peintre Arturo Gordon sur les peintures murales allégoriques qui décorent aujourd'hui la Bibliothèque nationale du Chili, à Santiago. En reconnaissance de la qualité de ces œuvres, les deux artistes sont invités à réaliser l'ensemble des peintures murales du pavillon chilien en Espagne lors de l'Exposition ibéro-américaine de 1929,. Les tableaux, qui sont des allégories du travail et de la présence de la culture mapuche, reçoivent le premier prix et sont exposés depuis 2001 à l'université de Talca, dans la région du Maule.

### Deuxième voyage en Europe avec la génération de 28
Laureano Guevara se rend en Europe pour la deuxième fois avec le groupe des boursiers de 1928, qui font partie de ce qu'on appelle la Generación del 28 (es),,.
En Espagne, il s'intéresse tout particulièrement à la peinture murale.

### Retour définitif à Santiago
S'affirmant comme artiste et enseignant dans ce domaine, il crée, à son retour au Chili en 1932, un cours de peinture murale à l'École des Beaux-Arts,. Il reste enseignant à l'école pendant plus de trente ans,.
En 1967, il reçoit le prix national d'Art du Chili, décerné par le gouvernement chilien, faisant de lui le seul membre de la Generación del 13 à obtenir cette importante récompense. Il reçoit tout au long de sa carrière de nombreux prix et distinctions,.
Laureano Guevara meurt à Santiago le 21 novembre 1968.

## Œuvre
L'œuvre de Laureano Guevara se nourrit principalement de paysages accidentés, de scènes de genre et de portraits traditionnels et de natures mortes, un thème commun aux artistes de la Generación del 13, mais d'autre part, lié à la tradition de la peinture du XIXe siècle. Son style sobre, avec un ton mélancolique, reflète un sentiment profond pour les lieux de leur terre, en particulier la côte maritime, des lieux qu'il fait varier selon les saisons (Primavera y otoño en Tobalada, Mes de mayo ou par la luminosité. La couleur est ainsi primordiale dans la composition.
Il est devenu un peintre muraliste renommé, ses œuvres étant considérées comme de grande qualité. Plusieurs de ses peintures murales ont eu pour support des bâtiments de la capitale chilienne, comme la façade de la Casa de la Madre, le lycée Juan Antonio Ríos Morales et le mur principal de l'ancienne École des beaux-arts, devenue le Musée d'art contemporain, partiellement détruit à la suite de l'incendie de 1968.

## Conservation
Les œuvres de Laureano Guevara se trouvent dans différentes institutions publiques, dont les principales sont les suivantes :
- Chili
  - Musée national des Beaux-Arts du Chili, Santiago
  - Musée d'Art contemporain (es), université du Chili, Santiago
  - Musée municipal des Beaux-Arts de Viña del Mar
  - Université de Talca
  - Casa del Arte (es), Concepción
- Venezuela
  - Musée des Beaux-Arts de Caracas